# Karlín (Gruna)
Karlín (německy Charlottendorf) je vesnice, součást obce Gruna v okrese Svitavy v Pardubickém kraji. Leží 8 km východně od Moravské Třebové. Název Karlín, vycházející z francouzského jména Charlotte (Karla), v roce 1960 úředně zanikl. Ves tvoří větší obytnou část dnešního Žipotína, z jehož původní zástavby zůstalo jen několik domů a kaple jižně od Karlína. Mezi oběma částmi probíhá silnice I/35.
Roku 1801 se v místní hájovně narodila Anna Gläserová, známá z místní legendy o Plačící Anně.

## Historie
Dříve, než byla vesnice založena, stál v místě hostinec, kde zastavovali obchodníci s vozy. Osídlování započalo za dob vlády Marie Terezie, která vydala příkaz rozdělit neziskové statky. Bylo plánováno vybudovat 22 osadnických míst.
V roce 1880 měla ves 42 domů s celkovým počtem 265 obyvatel. Byla zde malá kaple zasvěcená Panně Marii, postavená z pevného materiálu a pokrytá břidlicí.
V první polovině 20. století se většina obyvatel živila zemědělstvím. Bylo zde sídlo lesního revíru Šarlotka velkostatku Moravská Třebová.
Na území Karlína se od roku 2006 nachází čtveřice větrných elektráren o celkovém instalovaném výkonu 5,2 MW.

## Galerie

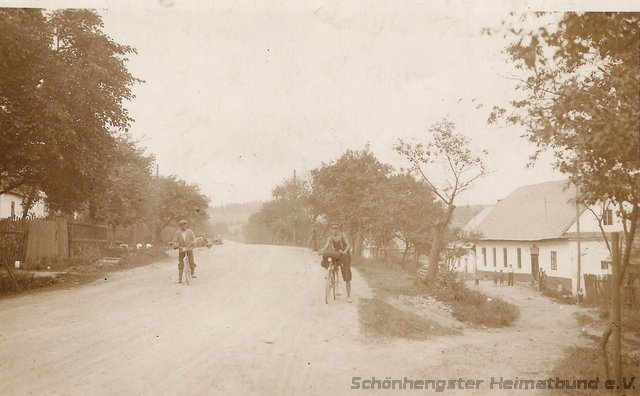
vjezd do vesnice
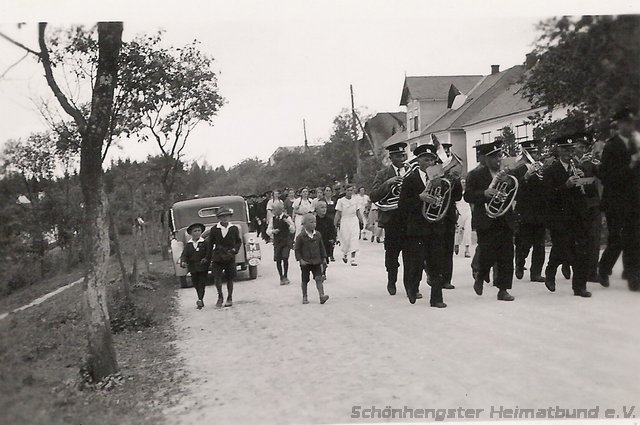
náves
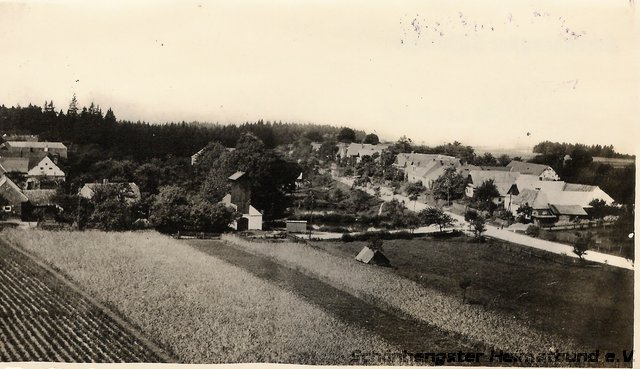
Karlín
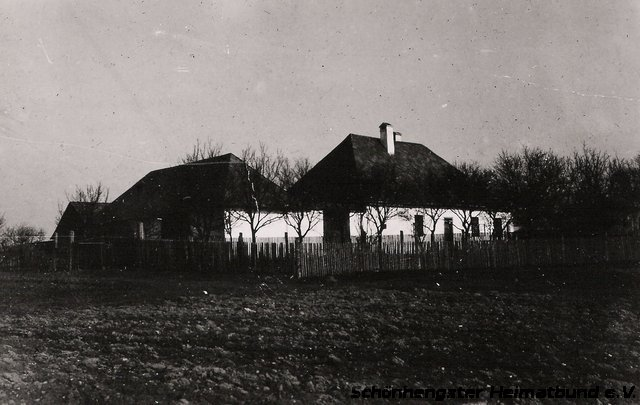
rodný dům Anny Gläserové (hájenka)
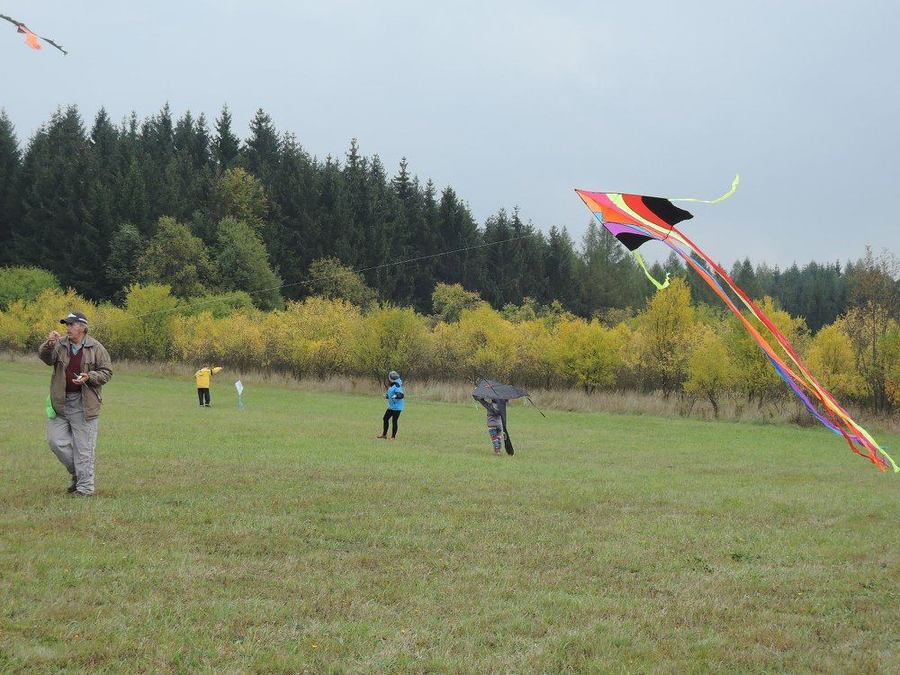
Drakiáda
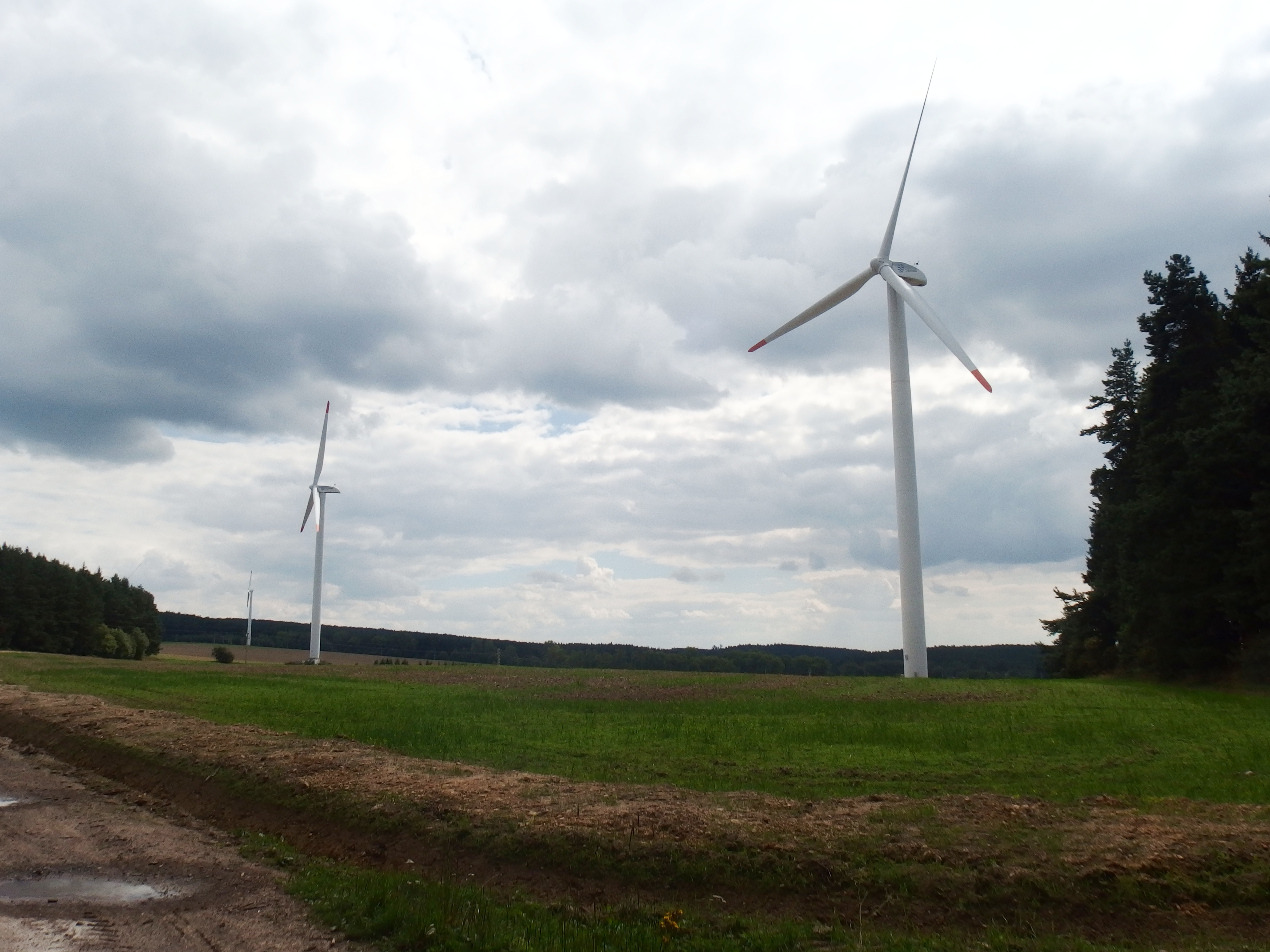
Větrné elektrárny